# Islamiska staten Afghanistan
Islamiska staten Afghanistan (persiska: دولت اسلامی افغانستان, Dowlat-e Eslami-ye Afghanestan), var en statsbildning i Afghanistan. Staten upprättades 1992 efter ett inbördeskrig där den kommuniststyrda staten Demokratiska republiken Afghanistan störtats av ett antal krigsherrar i tillfällig allians. Den nya staten fick aldrig en stabil regering. I stället fortsatte kriget, nu som Inbördeskriget i Afghanistan (1992-1996) mellan de krigsherrar som tidigare varit allierade.
President var Burhanuddin Rabbani. 1996 tog talibanerna makten över större delen av landet och skapade Islamiska emiratet Afghanistan. De besegrade krigsherrarna skapade Norra alliansen som bedrev krig mot talibanregimen tills den störtades genom USA:s invasion 2001. 
Talibanernas stat blev aldrig internationellt erkänd och Islamiska staten Afghanistan representerade Afghanistan i FN till 2001, då afghanska interimsadministrationen tog över.

### Fotnoter
1. 1 2  Maley, William (2021). The Afghanistan Wars (3). Macmillan International, Red Globe Press. sid. 156-174, 195-196
2. ↑  Directorate of Intelligence (2001). ”CIA -- The World Factbook -- Afghanistan” (mirror). Arkiverad från originalet den 19 oktober 2012. https://web.archive.org/web/20121019164900/http://www.umsl.edu/services/govdocs/wofact2001/geos/af.html#Govt. Läst 6 juni 2012.